# Île-d'Arz

Île-d'Arz este o comună în departamentul Morbihan, Franța. În 1 ianuarie 2022 avea o populație de 317 de locuitori.